# Setodes udghona
Setodes udghona är en nattsländeart som beskrevs av Schmid 1987. Setodes udghona ingår i släktet Setodes och familjen långhornssländor. Inga underarter finns listade i Catalogue of Life.